# Rete filoviaria di Eberswalde
La rete filoviaria di Eberswalde si compone di due linee che servono la città tedesca.

## Rete
- 861 "Nordender" Nordend - Stadtmitte - Finow (Kleiner Stern) ritorno per Brandenburgischer Viertel
- 862 "Ostender" Finow (Kleiner Stern) - Stadtmitte - Ostend ritorno per Brandenburgischer Viertel

## Storia
La prima linea filoviaria fu inaugurata nel 1940 sul percorso Ostend - Westend (parte dell'attuale linea 862), per sostituire la tranvia urbana divenuta obsoleta.
Nel 1953 seguì l'attivazione della diramazione dal centro della città al quartiere Nordend (parte dell'attuale linea 861).
La rete si estese verso ovest in varie fasi, negli anni settanta, ottanta e novanta, per servire il nuovo quartiere residenziale "Max Reimann" (attuale Brandenburgisches Viertel).